# 友鄰關係
《友鄰關係》（韓語：이웃사이다）是韓國 KBS 1TV的綜藝節目，由金鍾旼、洪允花、朴秀洪、尹正秀、李惠貞、姜升華等人主持。節目內容主軸以藝人挑戰各種任務，最終目標為改善鄰里關係並進行公益活動，屬真人秀綜藝節目。